# Dumbrava (Prahova megye)
Dumbrava község és falu Prahova megyében, Munténiában, Romániában.  A hozzá tartozó települések: Ciupelnița, Cornu de Sus, Trestienii de Jos, Trestienii de Sus és Zănoaga

## Fekvése
A megye déli részén található, a megyeszékhelytől, Ploieștitől, húsz kilométerre délkeletre, a Teleajen folyó valamint a Vitnau patak mentén.

## Története
A 19. század végén a falu neve Netoți volt, ebben az időszakban Prahova megyégye Câmpul járásának a részét képezte. A község Netoți, Trestienii de Jos és Zănoaga falvakból állt, összesen 1216 lakossal. A mai község területén ekkor még további két község is létezett. Az egyik Ciupelnița község, mely Ciupelnița valamint Trestieni falvakból állt, összesen 693 lakossal, mindegyik faluban ekkor már állt egy-egy templom. A másik község Cornurile volt, mely Cornu de Sus és Cornu de Jos falvakból állt, a községben ezen időszakban már működött egy iskola.
1925-ben mindhárom község Drăgănești járáshoz tartozott. Ekkor Netoți községben 1598 fő élt, Ciupelnița községnek 1478, Cornurile községnek pedig 2060 lakosa volt.
1931-ben Netoți felvette a Dumbrava nevet. 
1950-től Dumbrava és Ciupelnița községek a Prahovai régió Urlați rajonjának a részét képezték. 1952-ben a Ploiești régió Ploiești rajonjához csatolták őket.
1968-ban ismét megyerendszert vezettek be az országban, Dumbrava és Ciupelnița községeket egyesítették és hozzájuk csatolták, Cornurile községtől, Cornu de Sus falut. Az így megnagyobbított Dumbrava község az újból létrejött Prahova megye része lett.

## Lakossága
| Nemzetiségek | 2002 | 2002   |
| ------------ | ---- | ------ |
| Románok      | 4016 | 89,92% |
| Romák        | 449  | 10,05% |
| Görögök      | 1    | 0,02%  |
| Összesen     | 4466 | 100,0% |

## Látnivalók
- „Sfântul Împărați” ortodox templom - 1800 és 1880 között épült.
- „Sfântul Pertu și Pavel” középkori templom romjai.